# روبرت رايت (لاعب كرة قدم)
روبرت رايت (بالإنجليزية: Robert Wright)‏ (1 يناير 1880 بليفربول في المملكة المتحدة - ) هو لاعب كرة قدم بريطاني (وحمل سابقاً جنسية المملكة المتحدة لبريطانيا العظمى وأيرلندا) في مركز الدفاع. لعب مع نادي إيفرتون ونادي بيرنلي.